# Straflager IK-14
Das Straflager IK-14 (russisch Исправительная колония № 14 УФСИН России по Республике Мордовия) ist eine Haftanstalt in der Siedlung Parza nahe Jawas, Subowo-Poljanski rajon, im Westen der Republik Mordwinien, Russland. Es liegt etwa 370 km Luftlinie südöstlich von Moskau und 30 km nördlich des Rajonzentrums Subowa Poljana.
Die Anfänge der Anstalt reichen auf die 1930er Jahre zurück. Es gibt Zwangsarbeit. In der Anstalt werden Polizeiuniformen hergestellt, wobei zur Erfüllung der Arbeitsnormen Schichten von bis zu 12 Stunden und Wochenendarbeit die Regel sind. Die Inhaftierten verdienen dafür nach eigenen Aussagen zwischen 300 und 500 Rubel pro Monat. Direktor der Anstalt ist derzeit (2013) Alexander Kulagin, sein Stellvertreter ist Juri Kuprijanow.
Nadeschda Andrejewna Tolokonnikowa, Mitglied der Band Pussy Riot, saß im Lager von Herbst 2012 bis November 2013 ein. Sie trat am 23. September 2013 wegen der allgemeinen Haftbedingungen (Arbeitsbedingungen und -zeiten, Schlafentzug, Strafen, mangelnde Hygiene, Morddrohungen) in den Hungerstreik.
Mitglieder des russischen Presidential Human Rights Council bestätigten nach einem Besuch im September 2013 die Vorwürfe Tolokonnikowas. Neben den harten Arbeitsbedingungen gebe es auch Gewalt der Inhaftierten untereinander, die bereits zu schweren Verletzungen und einem Todesfall geführt habe.